# Давање крви
Давање крви се дешава када особа добровољно пристане да јој се узме крв која ће се користити за трансфузије или за израду биофармацеутских лекова кроз процес назван фракционација (раздвајање компоненти целе крви). Давање може обухватати целу крв или специфичне компоненте директно (афереза). Банке крви често учествују у процесу прикупљања, као и у процедурама које следе.
Данас, у развијеном свету, већина давалаца крви су неплаћени волонтери који донирају крв за потребе заједнице. У неким земљама, доступне залихе су ограничене, па даваоци обично дају крв када породица или пријатељи захтевају трансфузију (директно давање). Многи даваоци дају крв из више разлога, као што су облик доброчинства, подизање свести о потреби за крвљу, повећање самопоуздања, помоћ блиским пријатељима или рођацима и друштвени притисак. Упркос бројним разлозима за давање, недовољан број потенцијалних давалаца активно учествује. Међутим, ова ситуација се обрће током катастрофа, када се број давања крви повећава, често стварајући вишак залиха које касније морају бити одбачене. У земљама где је дозвољено плаћено давање, неки људи добијају накнаду, а у неким случајевима постоје и други подстицаји осим новца, као што су плаћено одсуство с посла. Људи такође могу дати крв за своје будуће потребе (аутологно давање). Давање је релативно безбедно, али неки даваоци могу имати модрице на месту убадања игле или осетити слабост.
Потенцијални даваоци се процењују на све што би могло учинити њихову крв небезбедном за употребу. Скрининг укључује тестирање на болести које се могу пренети трансфузијом крви, укључујући ХИВ и вирусни хепатитис. Даваоци такође морају да одговоре на питања о медицинској историји и прођу кратак физички преглед како би се осигурало да давање не угрожава њихово здравље. Учесталост давања варира од неколико дана до неколико месеци, у зависности од тога шта се донира и од закона земље у којој се донација обавља. На пример, у Сједињеним Државама даваоци морају чекати 56 дана (осам недеља) између донација целе крви, али само седам дана између донација тромбоцита путем аферезе, док је дозвољено два пута у седам дана за плазмаферезу.
Количина узете крви и методе се разликују. Прикупљање се може обавити ручно или уз помоћ аутоматизоване опреме која узима само одређене компоненте крви. Већина компоненти крви које се користе за трансфузије има кратак рок трајања, а одржавање сталних залиха представља стални изазов. Ово је довело до повећаног интересовања за аутотрансфузију, где се крв пацијента прикупља током операције за континуирану реинфузију — или се, алтернативно, сама донира пре него што буде потребна. Генерално, појам донације се не односи на давање самом себи, али у овом контексту то је постало прихватљиво.